# Pothia
Pothia, také nazývané podle ostrova Kalymnos (řecky Πόθια), je hlavní město regionální jednotky Kalymnos v Řecku. Nachází se na ostrově Kalymnos a je hlavním sídlem stejnojmenné obce. Je jedním z 11 sídel na ostrově a leží v blízkosti historického hlavního města Chorio.

## Obyvatelstvo
Podle sčítání v roce 2011 mělo město 12 324 obyvatel.

## Historie
Město bylo založeno v roce 1850, když pirátské nájezdy polevily a umožnily přesun obyvatel blíže k moři. Jeho populace rychle rostla a během italského období bylo postaveno mnoho domů v benátském stylu.

## Památky
V horní části města stojí kostel Chrisocheria postavený řádem johanitů. Ve městě se nacházejí dvě muzea. Prvním je archeologické museum na Kalymnu a druhým je námořní muzeum, které dokumentuje lov dějiny lovu mořských hub a námořnictví. Další památkou města je katedrála proměny Ježíše Krista postavená v 19. století, ve které jsou mramorové sochy od Giannoulis Chalepas.